# Fabrice Aboulker
Pour les articles homonymes, voir Aboulker.
Fabrice Aboulker est un compositeur français, né le 15 juillet 1959 à Neuilly-sur-Seine. On retrouve ses musiques dans plusieurs répertoires : chansons de variété française, thèmes et chansons de spectacles musicaux, musiques de films et de séries d'animation.

## Biographie
Fabrice Aboulker est le fils de Florence Aboulker, et le frère de Nicolas Chapuis.
Il travaille notamment en collaboration avec Marc Lavoine depuis 1983 et lui a composé de nombreuses mélodies (Pour une biguine avec toi, Les Yeux revolver, Qu'est-ce que t'es belle, Le parking des anges, Chère amie, Paris...).
Il a également travaillé avec Michel Delpech, Patti Layne, Patricia Kaas, Sylvie Vartan, Florent Pagny, Sofia Essaïdi, Ann'so.
En 2000, il crée, avec Thibaut Chatel, Frédéric Doll et Alain Lanty, concept et musique de la comédie musicale Les Mille et une vies d'Ali Baba. Et en 2002, le spectacle musical Ma plus belle histoire d'amour...Barbara où Ann'so et Roland Romanelli interprètent des chansons de Barbara.
En 1993, il sort un album instrumental La Cinquième Saison, musique du film expérimental éponyme. La même année, il compose la bande originale du film Quand j'avais 5 ans je m'ai tué et en 2004, celle du film Mariages !.
Il offre également ses services à plusieurs séries d'animation pour la jeunesse, notamment Totally Spies!, Martin Mystère et Spirou et Fantasio, ainsi qu'à la série télévisée Les Bleus, premiers pas dans la police.

## Discographie

### Chansons
- 1983 - 2010 : Marc Lavoine

Pour une biguine avec toi
Elle a les yeux revolver
Le Parking des anges
Bascule avec moi
Le monde est tellement con
Même si
Qu'est-ce que t'es belle (duo avec Catherine Ringer)
Si tu veux le savoir
C'est la vie
Chère amie (Toutes mes excuses) (duo avec Françoise Hardy)
Rue Fontaine
L'Amour de 30 secondes
Paris (duo avec Souad Massi)
On n'ira jamais à Venise
Reviens mon amour 
- 1987 - 1990 : Sabine Guérin

Amoureux chinois
La gueule du loup
Je ne fais pas là où on me dit de...
- 1990 : Martine St-Clair

Lavez, lavez
Je ne sais plus comment je m'appelle
Hemingway (duo avec Marc Lavoine)
- 1994 : Patricia Kaas

Reste sur moi
Je retiens mon souffle
La Liberté
- 1995 - 1997 : Ann'so

Tout me rappelle à toi
Hey Jo
J'appelle le ciel
Donne moi ta main petite
Tu m'jures tu l'répète pas
Fous ceux qui y croient
- 1997 : Michel Delpech

Tu l'aimes
Mon ami est ridicule
On pourra plus siffler les filles
Être un saint
- 1998 : Sylvie Vartan

J'aime un homme marié
Te jeter des fleurs[réf. nécessaire]
- 1999 - 2010 : Florent Pagny

Chère amie (Toutes mes excuses)
Te jeter des fleurs
- 2005 : Sofia Essaïdi

Amours Amants
- 2011 : Hélène Ségara

Avant la fin

### Films
- 1993 : Quand j'avais cinq ans je m'ai tué
- 2004 : Mariages !

### Télévision

#### Séries télévisées
- 2006 : Les Bleus, premiers pas dans la police (Saison 1)
- 2008 : Les Bleus, premiers pas dans la police (Saison 2)
- 2013 : Tiger Lily, 4 femmes dans la vie de Benoît Cohen
- 2016 : Sam
- 2021 : Je te promets
- 2022 : Enquête à cœur ouvert de Frank Van Passel

#### Téléfilms
- 1993 : La Cinquième saison
- 1998 : Un père en plus
- 2007 : Vérités assassines
- 2008 : C’est mieux la vie quand on est grand
- 2009 : Ligne de feu
- 2009 : La Taupe 2
- 2010 : Notre Dame des barjots
- 2015 : Arletty, une passion coupable
- 2015 : Affaires étrangères
- 2016 : Box 27

#### Séries animées
- 1997 : SOS Croco
- 1998 : Triple Z
- 1999 : Chris Colorado
- 2000 : Chocotte minute
- 2001 : Kangoo Juniors
- 2003 : Martin Mystère
- 2004 : Totally Spies!
- 2006 : Dr Dog, Kung-foot, Spirou et Fantasio (saison 1)
- 2007 : Atout 5
- 2008 : Spirou et Fantasio (saison 2),  Le Club des 5 : nouvelles enquêtes

### Spectacles musicaux
- 2000 : Les Mille et une vies d'Ali Baba
- 2002 : Ma plus belle histoire d'amour... Barbara
- 2011 : Excalibur, la légende du Roi Arthur et de la table ronde
- 2016 : Les Souliers rouges

## Récompense
- Festival de la fiction TV de La Rochelle 2016 : Meilleure musique pour Box 27[1]